# ISO 3166-2:AM
Pour un article plus général, voir ISO 3166-2.
 (août 2024).

Arménie

ISO 3166-2:AM est l'entrée pour l'Arménie dans l'ISO 3166-2, qui fait partie du standard ISO 3166, publié par l'Organisation internationale de normalisation (ISO), et qui définit des codes pour les noms des principales administration territoriales (e.g. provinces ou état fédérés) pour tous les pays ayant un code ISO 3166-1.
Actuellement, pour l'Arménie, les codes ISO 3166-2 sont définis pour 1 ville et 10 régions. Erevan est la capitale du pays et possède un statut spécial, qui est égal à celui des régions.
Chaque code consiste en deux parties séparées par un tiret. La première partie est AM, le code ISO 3166-1 alpha-2 pour l'Arménie. La deuxième partie est constituée de deux lettres.

## Codes actuels
Les noms des subdivisons ci-dessous sont identiques à ceux du standard ISO 3166-2 publié par l'Autorité de mise à jour de la norme ISO 3166 (ISO 3166/MA).
Cliquez sur le bouton dans l'en-tête d'une colonne pour la trier
| Code  | Nom          | Catégorie |
| ----- | ------------ | --------- |
| AM-ER | Erevan       | ville     |
| AM-AG | Aragac̣otn    | région    |
| AM-AR | Ararat       | région    |
| AM-AV | Armavir      | région    |
| AM-GR | Geġark'unik' | région    |
| AM-KT | Kotayk'      | région    |
| AM-LO | Loṙy         | région    |
| AM-SH | Širak        | région    |
| AM-SU | Syunik'      | région    |
| AM-TV | Tavuš        | région    |
| AM-VD | Vayoc Jor    | région    |